# Club Baloncesto Sevilla 2011-2012
Questa voce raccoglie le informazioni riguardanti il Club Baloncesto Sevilla nelle competizioni ufficiali della stagione 2011-2012.

## Stagione
La stagione 2011-2012 del Club Baloncesto Sevilla è la 23ª nel massimo campionato spagnolo di pallacanestro, la Liga ACB.
Il Siviglia nella stagione 2011-2012 ha partecipato alla Liga ACB piazzandosi al settimo posto nella stagione regolare. Ai playoff venne eliminata dal Real Madrid dopo due partite.

## Roster
Aggiornato al 14 luglio 2018.
| Banca Cívica Siviglia 2011-12 | Banca Cívica Siviglia 2011-12 |
| Giocatori                     | Staff tecnico                 |
| ----------------------------- | ----------------------------- |

| N. | Naz.                                         | Ruolo | Nome                | Anno | Alt.   | Peso   |  |
| -- | -------------------------------------------- | ----- | ------------------- | ---- | ------ | ------ |  |
| 4  | Serbia (bandiera)                            | AP    | Milenko Tepić       | 1987 | 202 cm | 97 kg  |  |
| 5  | Spagna (bandiera)                            | C     | Juanjo Triguero (C) | 1983 | 212 cm | 113 kg |  |
| 6  | Spagna (bandiera)                            | PG    | Ricardo Pámpano     | 1993 | 190 cm |        |  |
| 7  | Rep. Ceca (bandiera)                         | C     | Ondřej Balvín       | 1992 | 217 cm | 105 kg |  |
| 8  | Rep. Ceca (bandiera)                         | P     | Tomáš Satoranský    | 1991 | 201 cm | 93 kg  |  |
| 10 | Spagna (bandiera)                            | G     | Txemi Urtasun       | 1984 | 193 cm | 91 kg  |  |
| 11 | Stati Uniti (bandiera) · Bulgaria (bandiera) | P     | Earl Calloway       | 1983 | 190 cm | 79 kg  |  |
| 12 | Spagna (bandiera)                            | P     | Antonio Izquierdo   | 1993 | 194 cm |        |  |
| 14 | Argentina (bandiera) · Italia (bandiera)     | AP    | Hernán Jasen        | 1978 | 198 cm | 97 kg  |  |
| 15 | Spagna (bandiera)                            | AP    | Joan Sastre         | 1991 | 201 cm | 80 kg  |  |
| 16 | Spagna (bandiera)                            | AG    | Guillem Rubio       | 1982 | 202 cm | 106 kg |  |
| 21 | Serbia (bandiera)                            | AG    | Luka Bogdanović     | 1985 | 203 cm | 96 kg  |  |
| 23 | Canada (bandiera)                            | G     | Carl English        | 1981 | 196 cm | 93 kg  |  |
| 40 | Stati Uniti (bandiera)                       | C     | Paul Davis          | 1984 | 211 cm | 122 kg |  |

| Allenatore                                                                            |
| - Joan Plaza                                                                          |
| Assistente/i                                                                          |
| - Diego Ocampo - Javier Carrasco Legenda - (C) Capitano - (IN) Inattivo - Infortunato |

## Mercato

### Sessione estiva
| Acquisti | Acquisti        | Acquisti          | Acquisti   | Acquisti |
| R.a      | Nome            | da                | Modalità   |          |
| -------- | --------------- | ----------------- | ---------- | -------- |
| AG       | Luka Bogdanović | EWE Oldenburg     | definitivo |          |
| AP       | Milenko Tepić   | Panathīnaïkos     | definitivo |          |
| G        | Carl English    | Joventut Badalona | definitivo |          |
| AP       | Hernán Jasen    | Estudiantes       | definitivo |          |
| AG       | Guillem Rubio   | Málaga            | definitivo |          |

| Cessioni | Cessioni             | Cessioni           | Cessioni       | Cessioni |
| R.       | Nome                 | a                  | Modalità       |          |
| -------- | -------------------- | ------------------ | -------------- | -------- |
| AG       | Mindaugas Katelynas  | Lietuvos rytas     | rescissione    |          |
| AP       | Tariq Kirksay        | Sutor Montegranaro | fine contratto |          |
| AG       | Kalojan Ivanov       | Alicante           | rescissione    |          |
| C        | Mario Cabanas        | Obradoiro          | fine contratto |          |
| G        | Louis Bullock        | Free agent         | fine contratto |          |
| P        | Juan Alberto Aguilar | Atapuerca Burgos   | fine contratto |          |